# Rabbit Hash (Kentucky)
Rabbit Hash es un lugar designado por el censo ubicado en el condado de Boone en el estado estadounidense de Kentucky. En el Censo de 2010 tenía una población de 315 habitantes y una densidad poblacional de 17,52 personas por km². Desde 1998 la ciudad ha contado con una serie de perros como alcaldes nominales.

## Geografía
Rabbit Hash se encuentra ubicado en las coordenadas 38°55′55″N 84°50′57″O / 38.93194, -84.84917. Según la Oficina del Censo de los Estados Unidos, Rabbit Hash tiene una superficie total de 17.97 km², de la cual 13.21 km² corresponden a tierra firme y (26.5%) 4.76 km² es agua.

## Demografía
Según el censo de 2010, había 315 personas residiendo en Rabbit Hash. La densidad de población era de 17,52 hab./km². De los 315 habitantes, Rabbit Hash estaba compuesto por el 98.1% blancos, el 0% eran afroamericanos, el 0.95% eran amerindios, el 0.32% eran asiáticos, el 0% eran isleños del Pacífico, el 0.32% eran de otras razas y el 0.32% pertenecían a dos o más razas. Del total de la población el 0.95% eran hispanos o latinos de cualquier raza.